# 조선문화건설중앙협의회
조선문화건설중앙협의회(朝鮮文化建設中央協議會)는 태평양 전쟁 종전 직후인 1945년 8월 16일에 미군정 지역인 서울에서 결성된 예술인 연합 단체이다. 약칭은 문건이다.

## 창립과 구성
태평양 전쟁 종전 이튿날인 8월 16일에 임화와 김남천이 조선문학건설본부를 구성하면서 다른 분야의 단체들과 함께 8월 18일 조선문화건설중앙협의회로 발전시킨 것이 탄생 배경이다. 조선문화건설중앙협의회에는 문학 외에 음악, 미술, 영화, 미술 분야의 산하 단체가 설치되었다. 일제강점기에 조선프롤레타리아예술가동맹 소장파에서 활동했던 임화와 김남천은 각각 회장과 서기장을 맡았다.
전반적으로 좌익 계열이 주도권을 잡고 있어 좌파 단체로 분류되기도 하나, 시기적으로 과도기였기 때문에 초기에는 좌파 색채를 지나치게 드러내지는 않았다. 동반자 작가나 우파 계열과도 두루 연합하여 성립된 단체였다. 많은 핵심 참가자들이 후에 월북하여 북조선문학예술총동맹의 핵심이 되었다.

## 해체
극단적인 친일 행적이 없는 한 우파 예술인의 참여를 허용한데다 우익 계열의 대표적인 인물인 화가 고희동과 함께 시가행진을 벌이는 등 조선문화건설중앙협의회가 개량적인 노선을 택한 것으로 보이자, 좌익 강경파는 불만을 품기 시작했다. 이에 조선문화건설중앙협의회의 주축을 이루는 조선문학건설본부에서 송영, 이기영 등 카프 구주류 계열이 빠져나가 9월 17일에 조선프롤레타리아문학동맹을 조직했다.
조선프롤레타리아문학동맹은 조선문화건설중앙협의회와 마찬가지로 곧바로 조선음악동맹, 조선미술동맹, 조선프롤레타리아연극동맹, 조선영화동맹 등 타 분야 단체를 흡수하였고, 9월 30일에 조선프롤레타리아예술동맹을 결성하여 조선문화건설중앙협의회와 대립하는 범예술인 단체를 출범시켰다. 이 무렵부터 우파 계열 또한 좌파적 노선에 반발하여 탈퇴하고 전조선문필가협회 등 우파 중심 단체가 속속 등장하면서 조선문화건설중앙협의회는 위기를 맞았다.
같은 좌파 단체가 양립하는 것에 대한 범좌익 계열의 우려를 반영하여 조선공산당은 조선문화건설중앙협의회와 조선프롤레타리아예술동맹에 통합 지시를 내렸다. 결국 옌안에서 귀국한 국문학자 김태준 주도로 12월 13일에 통합이 이루어졌다. 양 단체는 통합 후 조선문학동맹을 출범시켰다.

## 같이 보기
- 조선프롤레타리아예술동맹
- 조선문학동맹

## 참고자료
- 백기완, 송건호, 임헌영 (2004년 5월 20일). 〈해방 후 한국문학의 양상 - 2. 좌우파 각종 문학 단체의 혼립〉. 《해방전후사의 인식 (1)》. 서울: 한길사. ISBN 8935655422.